# Oliere e Saponerie Meridionali
Oliere e Saponerie Meridionali SA è stata una storica società italiana produttrice di olio di solfuro, destinato al mercato industriale. Fu la principale del settore in Italia, e sin dalla fondazione fu quotata in borsa a Milano. Nel 1905 alla fondazione contava 8 stabilimenti in Italia e 516 dipendenti.

## Storia
La "Società anonima per la produzione dell'olio al solfuro", ridenominata "Oliere e Saponerie Meridionali SA" venne fondata il 14 ottobre 1905 a Milano, sotto la supervisione del notaio dott. Federico Guasti, con capitale di Lire 8 milioni suddivise in 80 mila azioni dal valore nominale di Lire 100. La società nacque dalla fusione delle principali aziende attive nella produzione di sapone con sede nel circondario industriale di Bari. Le aziende che parteciparono e si fusero nella costituzione delle Oliere furono: "Cornelio e Spangher", con stabilimenti a Bari e a Vasto comprendente 100 dipendenti; "Societé Nouvelle des huileries et savonneries méeridionales" con 250 dipendenti, fondata nel 1865 dalla "L. Sarlin fils" importante azienda di Marsiglia, che operava nel mercato italiano con il marchio "Savonnerie Marseillaise"; la "Oss Mazzurana e G. Angeli". La fondazione della società, che alla costituzione divenne la principale azienda produttrice di olio al solfuro in Italia, venne seguita con particolare interesse dalla Banca Commerciale Italiana e dal Credito Italiano. Quest'ultime acquisirono parte del capitale della società. Dalla fondazione venne nominato amministrazione delegato Giovanni Spangher che mantenne la carica fino al 1914.
Nel 1906 venne quotata in borsa presso la Borsa di Milano. La società operava con sistemi a vapore in 8 stabilimenti  di cui la maggior parte in Puglia a Bari, Vasto, Molfetta. Soltanto lo stabilimento conferito dalla "Societé Meridionaile" si estendeva per 50 mila metri quadrati. Tuttora nella zona industriale di Molfetta sorge una via nominata Oliere e Saponerie Meridionali, a sacire l'importanza del ruolo svolto dalla società nell'economia della Regione.